# فورربغلايت بريغاده
وFührerbegleitbrigade (FBB: لواء مرافقة الفوهرر) كان لواء مدرع ألماني وفي وقت لاحق أصبح فرقة مدرعة (Panzer-Führerbegleitdivision)، في الحرب العالمية الثانية. نشأت من الكتيبة الأصلية Führer-Begleit -تشكلت في عام 1939 لمرافقة وحماية أدولف هتلر على الجبهة. تشكلت في نوفمبر 1944 ودمرت في أبريل 1945.

## كتيبة الفوهرر - بيغليت،FBB)) 1939-1940
قبل الهجوم الذي وقع في 1 سبتمبر 1939 على بولندا، جائت الحراسة الشخصية لأدولف هتلر من وحدتين متميزتين مستقلتين مقرهما في برلين: حراس المستشارية، الذين عينهم الجيش في الأصل، ثم لايبشتاندارته أدولف هتلر والتي حلت محل حرس المستشارية.  عندما بدأت الأعمال العدائية، أمر هتلر LSSAH بالمشاركة في الحملة ضد بولندا، ولم يترك له أي نوع عسكري كبير من تشكيل الحراس الشخصيين (وحدة صغيرة من Leibstandarte، ظلت متمركزة في برلين).
بحلول ذلك الوقت، وصل انتباه مشاة الجيش، إروين روميل، إلى هتلر. تمت ترقية روميل إلى لواء ميجور في 23 أغسطس 1939 ورأى هتلر أنه تم تعيين روميل المسؤول عن كتيبة جديدة يجري تنظيمها لتكون بمثابة مرافقة شخصية له على الجبهة.  هذا أدى إلى تشكيل FBB في عام 1939. كانت مهمتها مرافقة محماية هتلر عند زيارة جبهات القتال. كما كانت مسؤولة عن جميع الأمتعة التي سافرها مع هتلر وموظفيه.   قبل غزو فرنسا والبلدان المنخفضة، غادر روميل FBB ليتولى قيادة فرقة بانزر السابعة بالجيش. 